# 概念模型
概念模型（英語：Conceptual Model）是用一組概念來描述一個系統，或用任何代替的形式來描述一個概念，以期能進一步了解或說明事物的運作原理。具體的型式可能包括思想實驗、數學模型、電腦模擬、示意圖、比例模型等。

## 概述
概念模型通常用來描述真實世界中的事物或抽象概念，其價值取決於模型能不能合理地對應實際，又同時簡單明瞭地說明描述的對象。

## 功能
概念模型可以用在科學研究、說明、預測、整理概念等等。

### 科學研究

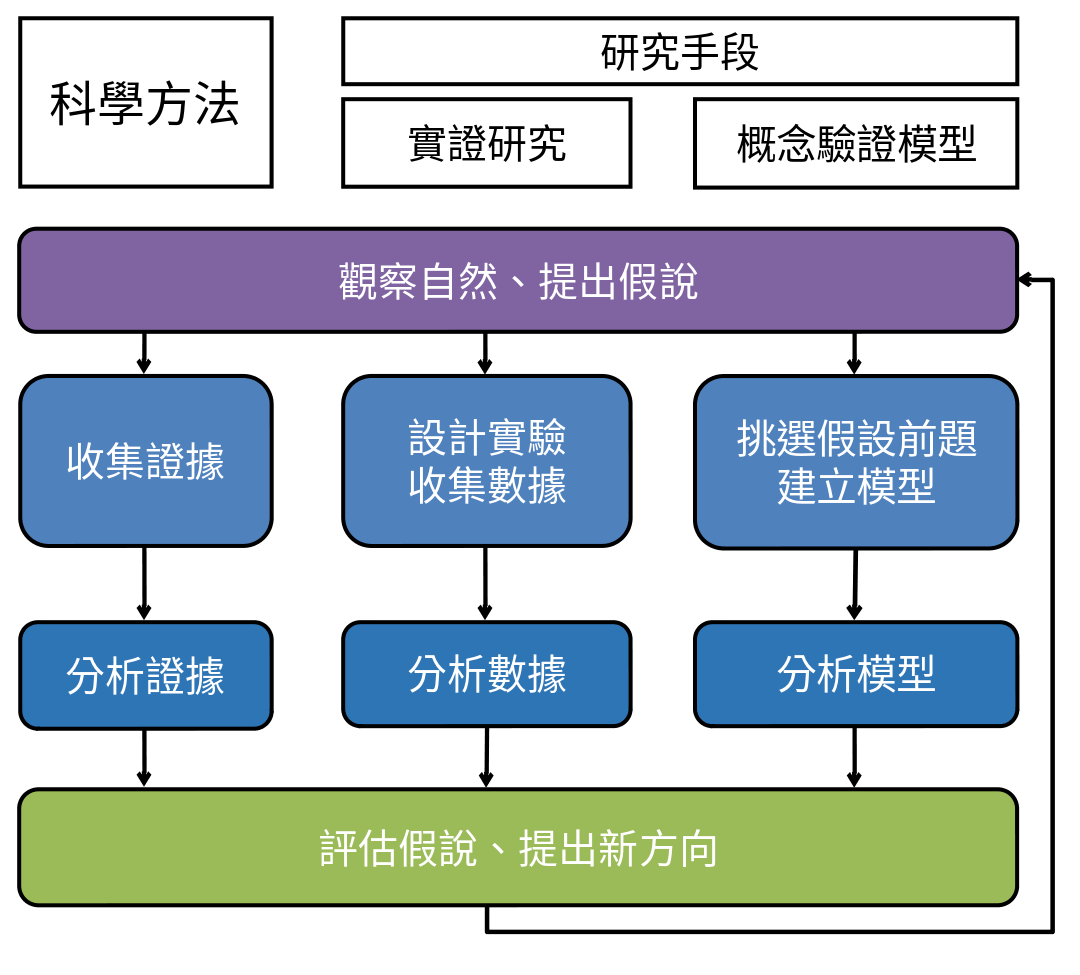
概念模型可以用來驗證假說

概念模型可以用來說明一個科學理論或假說，或是驗證某個假說是否正確。許多時候，做實驗是有困難的，所以用概念模型或預測模型代替實驗，避免物理、法律、時間、經費等限制。好的概念模型可以清楚地說明系統運行的基本原理、排除不必要的資訊。如同實驗中的控制環境，科學模型排除多餘的變因，讓因果關係變得因顯。

### 預測
預測模型將已知的數據套入理論中，計算出未知數。根據預測結果可以協助應對未來事件、比較不同決策的優劣等等。

### 說明模型
例如示意圖、教學模型、比例模型等等，用來說明一個概念。

### 整理概念
概念模型有時是在製作產品的前置步驟，用來管理產品的整體構造、確定系統可以運作。例如用在資訊科學的概念模型有時又稱為領域模型，主要用表示電腦程式的結構，常用的方法表示方式包括統一塑模語言。